# دومينيك كروز
دومينيك روجيليو كروز (بالإنجليزية: Dominick Rogelio Cruz؛ 9 مارس 1985) هو مُقاتل فنون قتالية مختلطة محترف أمريكي ومحلل رياضي ومعلق. نافس في فئة وزن الديك في يو إف سي، حيث كان بطل يو إف سي لوزن الديك مرتين سابقًا. نافس كروز أيضًا في وورلد إكستريم كايج فايتينج، وكان بطل دبليو إي سي لوزن الديك الأخير.
اشتهر كروز بحركته غير التقليدية وقاعدة المصارعة القوية والضربات السريعة وميله للهجوم من الزوايا بطريقة لا تشبه أي مقاتل آخر في قائمة يو إف سي. فاز بلقب دبليو إي سي لوزن الديك في مارس 2010، وفاز ببطولة يو إف سي لوزن الديك الافتتاحية في ديسمبر التالي. بعد الدفاع عن الحزام مرتين في عام 2011، تم تهميش كروز بسبب الإصابات في عام 2012 وتم تجريده من اللقب لاحقًا في عام 2014. في 17 يناير 2016، استعاد بطولة وزن الديك بفوزه بقرار منقسم على تي جاي ديلاشاو. وصفت العديد من وسائل الإعلام هذا الانتصار بأنه أعظم قصة عودة في تاريخ فنون القتال المختلطة.

## نشأته
وُلِد كروز في سان دييغو، كاليفورنيا، وهو من أصل مكسيكي. عاش مع والدته العازبة وجدته وشقيقه في متنزه مقطورات في توسان طوال معظم طفولته. بدأ المصارعة في الصف السابع ونافس طوال المدرسة الثانوية خارج مدرسة فلوينج ويلز الثانوية. بعد إصابة حدثت في سنته الأخيرة، فقد فرصة الحصول على منحة دراسية للمصارعة في جامعة شمال كولورادو. عمل كروز كممثل لخدمة العملاء في لويز، وكان يدرس ليكون رجل إطفاء في كلية المجتمع قبل أن يصبح مقاتلًا بدوام كامل.

## مسيرته في فنون القتال المختلطة

### بدايته
بدأ كروز مسيرته الاحترافية في فنون القتال المختلطة في عام 2005، حيث تنافس في منظمتي الغضب في القفص والقتال الشامل. وحقق رصيد بلغ 9–0 قبل الانضمام إلى وورلد إكستريم كايج فايتينج.

### وورلد إكستريم كايج فايتينج
كان أول نزال له في وورلد إكستريم كايج فايتينج في وزن الريشة في حدث دبليو إي سي 26 في نزال على اللقب ضد أوريجا فابر والتي خسرها بخنق المقصلة في الجولة الأولى. أصبح هذا النزال بداية لمنافسة شرسة طويلة الأمد بين الاثنين.

#### بطولة دبليو إي سي لوزن الديك
بعد فوزه بأربع مباريات متتالية، حصل كروز على فرصة الفوز بلقب بطولة دبليو إي سي لوزن الديك ضد حامل لقب بطولة دبليو إي سي برايان بولز. أُقيم النزال في حدث دبليو إي سي 47 في 6 مارس 2010. فاز كروز بالنزال عن طريق الضربة الفنية القاضية بعد أن عجز بولز عن الاستمرار بعد الجولة الثانية بعد كسر يده. أصبح كروز بطل دبليو إي سي لوزن الديك الجديد.

### يو إف سي

#### بطولة يو إف سي لوزن الديك
في 28 أكتوبر 2010، اندمجت وورلد إكستريم كايج فايتينج مع يو إف سي. وكجزء من الاندماج، تم نقل جميع مقاتلي وورلد إكستريم كايج فايتينج إلى يو إف سي.
أُقيم نزال العودة مع أوريجا فابر في 2 يوليو 2011، في حدث يو إف سي 132، وكان أول دفاع عن لقب يو إف سي لوزن الديك الجديد. في قتال متقارب شهد إسقاط فابر لكروز عدة مرات بالضربات وهبوط كروز بركلات متعددة بالساق والجسم والركبتين والإسقاطات، هزم كروز فابر بقرار القضاة بالإجماع للاحتفاظ ببطولته والانتقام للخسارة الوحيدة في سجله في ذلك الوقت.

#### الإصابات وخسارة اللقب
واجه كروز مارلون فيرا في 13 أغسطس 2022 في حدث يو إف سي على إي إس بي إن 41. خسر القتال بالضربة القاضية من خلال ركلة بالرأس في الجولة الرابعة.

## أسلوب القتال
يُعتبر كروز أحد أفضل مقاتلي فنون القتال المختلطة في جيله، فهو يجمع بين الحركة الجانبية المستمرة والضربات الدقيقة. يُعرف بأنه أحد أكثر المقاتلين رشاقة في فنون القتال المختلطة، وهو معروف بسرعة حركته بالقدمين وحركة رأسه واستخدامه للخدع. غالبًا ما يهاجم بتركيبات وضربات سريعة وضربات فردية من جميع الزوايا. بالإضافة إلى ضرباته، يتمتع كروز بتدريب مكثف في مصارعة للهواة.

## البطولات والإنجازات
- يو إف سي
  - بطولة يو إف سي لوزن الديك (مرتين؛ الافتتاحي)
    - ثلاث دفاعات ناجحة عن اللقب (اثنان خلال فترة الفترة الأولى، وواحد خلال الفترة الثانية)
    - بالمشاركة مع (ألجامين ستيرلينغ & Renan Barao) كثاني أكبر عدد من الانتصارات في تاريخ قسم الوزن الخفيف في بطولة UFC (4)[30]
    - بالمشاركة مع (تي جاي ديلاشاو) كثاني أكبر عدد من الدفاعات المتتالية عن اللقب في تاريخ قسم الوزن الخفيف في بطولة UFC (2)

  - Fight of the Night (أربع مرات) ضد أوريجا فابر، تي جاي ديلاشاو، كودي جاربرانت and بيدرو مونهوز.[31][32][33]
  - أداء الليلة (مرة واحدة) ضد جويا ميزوكاكي[34]
  - بالمشاركة مع (ألجامين ستيرلينغ) كأكثر عدد انتصارات في تاريخ فئة وزن الديك يو إف سي/دبليو إي سي (14)[35]
  - أكثر عدد إسقاطات في تاريخ قسم وزن الديك يو إف سي/دبليو إي سي (55)[36]
  - أفضل واردات لعام 2011[37]
- وورلد إكستريم كايج فايتينج
  - بطولة دبليو إي سي لوزن الديك (مرة واحدة، الأخير)
    - دفاعان ناجحان عن اللقب

  - قتال الليلة (مرة واحدة) ضد جوزيف بينافيدز[38]
- القتال الشامل
  - بطولة القتال الشامل للوزن الخفيف
  - بطولة القتال الشامل لوزن الريشة
- يو إس إيه توداي
  - مقاتل العام 2010
- جوائز فنون القتال المختلطة العالمية
  - أفضل مقاتل عائد لعام 2014[39]
  - محلل العام 2015[40]
  - محلل العام 2016[41]
  - محلل العام 2017[42]

## سجل فنون القتال المختلطة
| السجل المهني |        |         |
| 28 نزال      | 24 فوز | 4 خسارة |
| ضربة قاضية   | 7      | 2       |
| إخضاع        | 1      | 1       |
| قرار القضاة  | 16     | 1       |

| النتيجة | السجل | الخصم           | الطريقة                            | الحدث                                  | التاريخ        | الجولة | الوقت | المكان                                  | الملاحظات                                                                                               |
| ------- | ----- | --------------- | ---------------------------------- | -------------------------------------- | -------------- | ------ | ----- | --------------------------------------- | --- |
| خسر     | 24–4  | مارلون فيرا     | ضربة قاضية (ركلة رأس)              | يو إف سي على إي إس بي إن: فيرا ضد كروز | 13 أغسطس 2022  | 4      | 2:17  | سان دييغو، كاليفورنيا، الولايات المتحدة | |
| فاز     | 24–3  | بيدرو مونهوز    | قرار القضاة (بالإجماع)             | يو إف سي 269                           | 11 ديسمبر 2021 | 3      | 5:00  | لاس فيغاس، نيفادا، الولايات المتحدة     | قتال الليلة.                                                                                            |
| فاز     | 23–3  | كيسي كيني       | قرار القضاة (بالانقسام)            | يو إف سي 259                           | 6 مارس 2021    | 3      | 5:00  | لاس فيغاس، نيفادا، الولايات المتحدة     | |
| خسر     | 22–3  | هنري سيجودو     | ضربة فنية قاضية (بالركبة واللكمات) | يو إف سي 249                           | 9 مايو 2020    | 2      | 4:58  | جاكسونفيل، فلوريدا، الولايات المتحدة    | على لقب بطولة يو إف سي لوزن الديك.                                                                      |
| خسر     | 22–2  | كودي جاربرانت   | قرار القضاة (بالإجماع)             | يو إف سي 207                           | 30 ديسمبر 2016 | 5      | 5:00  | لاس فيغاس، نيفادا، الولايات المتحدة     | خسر لقب بطولة يو إف سي لوزن الديك. قتال الليلة.                                                         |
| فاز     | 22–1  | أوريجا فابر     | قرار القضاة (بالإجماع)             | يو إف سي 199                           | 4 يونيو 2016   | 5      | 5:00  | إنغليووود، كاليفورنيا، الولايات المتحدة | دافع عن لقب بطولة يو إف سي لوزن الديك.                                                                  |
| فاز     | 21–1  | تي جاي ديلاشاو  | قرار القضاة (بالانقسام)            | يو إف سي ليلة القتال: ديلاشو ضد كروز   | 17 يناير 2016  | 5      | 5:00  | بوسطن، ماساتشوستس، الولايات المتحدة     | فاز بلقب بطولة يو إف سي لوزن الديك. قتال الليلة.                                                        |
| فاز     | 20–1  | جويا ميزوكاكي   | ضربة قاضية (باللكمات)              | يو إف سي 178                           | 27 سبتمبر 2014 | 1      | 1:01  | لاس فيغاس، نيفادا، الولايات المتحدة     | أداء الليلة.                                                                                            |
| فاز     | 19–1  | ديمتريوس جونسون | قرار القضاة (بالإجماع)             | يو إف سي لايف: كروز ضد جونسون          | 1 أكتوبر 2011  | 5      | 5:00  | واشنطن العاصمة، الولايات المتحدة        | دافع عن لقب بطولة يو إف سي لوزن الديك. أعلن كروز تخليه عن اللقب في 6 يناير 2014 بسبب الإصابات المتكررة. |
| فاز     | 18–1  | أوريجا فابر     | قرار القضاة (بالإجماع)             | يو إف سي 132                           | 2 يوليو 2011   | 5      | 5:00  | لاس فيغاس، نيفادا، الولايات المتحدة     | دافع عن لقب بطولة يو إف سي لوزن الديك. قتال الليلة.                                                     |
| فاز     | 17–1  | سكوت يورجنسن    | قرار القضاة (بالإجماع)             | دبليو إي سي 53                         | 16 ديسمبر 2010 | 5      | 5:00  | غلانديل، أريزونا، الولايات المتحدة      | دافع عن لقب بطولة دبليو إي سي لوزن الريشة. فاز بلقب بطولة يو إف سي لوزن الديك الافتتاحية.               |
| فاز     | 16–1  | جوزيف بينافيدز  | قرار القضاة (بالانقسام)            | دبليو إي سي 50                         | 18 أغسطس 2010  | 5      | 5:00  | لاس فيغاس، نيفادا، الولايات المتحدة     | دافع عن لقب بطولة دبليو إي سي لوزن الريشة.                                                              |
| فاز     | 15–1  | برايان بولز     | ضربة فنية قاضية (إيقاف الطبيب)     | دبليو إي سي 47                         | 6 مارس 2010    | 2      | 5:00  | كولومبوس، أوهايو، الولايات المتحدة      | فاز بلقب بطولة دبليو إي سي لوزن الريشة.                                                                 |
| فاز     | 14–1  | جوزيف بينافيدز  | قرار القضاة (بالإجماع)             | دبليو إي سي 42                         | 9 أغسطس 2009   | 3      | 5:00  | لاس فيغاس، نيفادا، الولايات المتحدة     | قتال الليلة.                                                                                            |
| فاز     | 13–1  | إيفان لوبيز     | قرار القضاة الفني (بالإجماع)       | دبليو إي سي 40                         | 5 أبريل 2009   | 3      | 3:24  | شيكاغو، إلينوي، الولايات المتحدة        | ولم يتمكن لوبيز من مواصلة اللعب بعد سقوطه على الأرض بركبته غير المتعمدة من قبل كروز.                    |
| فاز     | 12–1  | إيان ماكول      | قرار القضاة (بالإجماع)             | دبليو إي سي 38                         | 25 يناير 2009  | 3      | 5:00  | سان دييغو، كاليفورنيا، الولايات المتحدة | |
| فاز     | 11–1  | تشارلي فالنسيا  | قرار القضاة (بالإجماع)             | دبليو إي سي 34                         | 1 يونيو 2008   | 3      | 5:00  | ساكرامنتو، كاليفورنيا، الولايات المتحدة | الظهور الأول في وزن الديك.                                                                              |
| فاز     | 10–1  | كينيث ايمز      | ضربة قاضية (باللكمات)              | القتال الشامل 27                       | 22 مارس 2008   | 1      | N/A   | يوما، أريزونا، الولايات المتحدة         | |
| خسر     | 9–1   | أوريجا فابر     | إخضاع (خنق المقصلة)                | دبليو إي سي 26                         | 24 مارس 2007   | 1      | 1:38  | لاس فيغاس، نيفادا، الولايات المتحدة     | على لقب بطولة دبليو إي سي لوزن الريشة.                                                                  |
| فاز     | 9–0   | شاد سميث        | قرار القضاة (بالإجماع)             | القتال الشامل 18                       | 4 نوفمبر 2006  | 3      | 5:00  | سان دييغو، كاليفورنيا، الولايات المتحدة | أول ظهور في وزن الريشة. فاز بلقب بطولة القتال الشامل لوزن الريشة الشاغر.                                |
| فاز     | 8–0   | خوان ميراندا    | إخضاع (خنق خلفي عاري)              | القتال الشامل 16                       | 9 سبتمبر 2006  | 1      | 4:00  | سان دييغو، كاليفورنيا، الولايات المتحدة | فاز بلقب بطولة القتال الشامل للوزن الخفيف الشاغر.                                                       |
| فاز     | 7–0   | ديف هيسكويردو   | قرار القضاة (بالانقسام)            | القتال الشامل 15                       | 15 يوليو 2006  | 3      | 5:00  | سان دييغو، كاليفورنيا، الولايات المتحدة | |
| فاز     | 6–0   | مايكل بارني     | ضربة فنية قاضية (باللكمات)         | الغضب في القفص 79                      | 24 فبراير 2006 | 1      | 2:45  | توسان، أريزونا، الولايات المتحدة        | |
| فاز     | 5–0   | نيك هيدريك      | قرار القضاة (بالإجماع)             | الغضب في القفص 75                      | 30 سبتمبر 2005 | 3      | 2:00  | غلانديل، أريزونا، الولايات المتحدة      | |
| فاز     | 4–0   | جوش دوناهو      | ضربة فنية قاضية (باللكمات)         | الغضب في القفص 74                      | 10 سبتمبر 2005 | 2      | 1:09  | كاسا غراندي، أريزونا، الولايات المتحدة  | |
| فاز     | 3–0   | توم شواجر       | ضربة فنية قاضية (باللكمات)         | الغضب في القفص 73                      | 6 أغسطس 2005   | 1      | 0:56  | غلانديل، أريزونا، الولايات المتحدة      | |
| فاز     | 2–0   | روسكو ماكليلان  | ضربة فنية قاضية (باللكمات)         | الغضب في القفص 70                      | 11 يونيو 2005  | 2      | 1:26  | غلانديل، أريزونا، الولايات المتحدة      | |
| فاز     | 1–0   | إيدي كاسترو     | قرار القضاة (بالانقسام)            | الغضب في القفص 67                      | 29 يناير 2005  | 3      | 3:00  | فينيكس، أريزونا، الولايات المتحدة       | |

## نزالات الدفع مقابل المشاهدة
| #  | الحدث        | النزال         | التاريخ      | المكان                     | المدينة           | المبلغ  |
| -- | ------------ | -------------- | ------------ | -------------------------- | ----------------- | ------- |
| 1. | يو إف سي 132 | كروز ضد فابر 2 | 2 يوليو 2011 | إم جي إم جراند جاردن أرينا | لاس فيغاس، نيفادا | 350،000 |

## وصلات خارجية
- دومينيك كروز على موقع يو إف سي (الإنجليزية)
- دومينيك كروز على موقع شيردوغ (الإنجليزية)
- دومينيك كروز على موقع Tapology.com (الإنجليزية)
- دومينيك كروز على موقع IMDb (الإنجليزية)

| الجوائز و الإنجازات | الجوائز و الإنجازات                                             | الجوائز و الإنجازات         |
| ------------------- | --------------------------------------------------------------- | --------------------------- |
| سبقه برايان بولز    | بطل دبليو إي سي لوزن الديك الخامس 6 مارس 2010 – 16 ديسمبر 2010  | تبعه أصبح بطل يو إف سي      |
| لقب جديد            | بطل يو إف سي لوزن الديك الأول 16 ديسمبر 2010 – 6 يناير 2014 جُرِّد | تبعه رينان باراو تمت ترقيته |
| سبقه تي جاي ديلاشاو | بطل يو إف سي لوزن الديك الرابع 17 يناير 2016 – 30 ديسمبر 2016   | تبعه كودي جاربرانت          |